# Alla Tarassova
Alla Konstantinovna Tarassova (russe : А́лла Константи́новна Тара́сова), née 25 janvier 1898 (6 février dans le calendrier grégorien) à Kiev et morte le 5 avril 1973 à Moscou est une actrice soviétique. Elle est notamment connue pour son rôle au sein du Théâtre d'art de Moscou de Constantin Stanislavski à partir de la fin des années 1920.

## Carrière
Son rôle-titre dans Anna Karenina (1937) est son succès le plus retentissant. Elle apparaît en tant que Katerina dans la version filmée de L'Orage d'Ostrovsky (1934) et en tant que Catherine Ire dans le film Pierre le Grand (1937), engendrant des critiques mitigées. Tarassova entame entre 1922 et 1924 une tournée à Londres et aux États-Unis avec le Théâtre d'art de Moscou, suscitant des louanges internationales. Elle reçoit cinq prix Staline (en 1941, deux fois en 1946, 1947 et 1949), deux ordres de Lénine et le titre honorifique d'artiste du peuple de l'URSS en 1937.
Élue au Soviet suprême de l'Union des Républiques socialistes soviétiques en 1952, Alla Tarassova rejoint le Parti communiste en 1954. Elle est députée jusqu'en 1960 et reçoit le titre de Héros du travail socialiste peu de temps avant sa mort en 1973.
Alla Tarassova meurt le 5 avril 1973 et est enterrée au cimetière de la Présentation.
En 1975, un navire, le MV Alla Tarasova (en), est baptisé en son honneur.

## Filmographie partielle
- 1923 : Raskolnikov de Robert Wiene
- 1937 : Pierre le Grand de Vladimir Petrov